# Veranda's Willems-Crelan/2018
Deze pagina geeft een overzicht van de Veranda's Willems-Crelan-wielerploeg in  2018.

Op het einde van dit seizoen fuseerde de ploeg met het Nederlandse Roompot-Nederlandse Loterij tot Roompot-Charles.

## Seizoen 2018

### Transfers
| Inkomend         | Team 2017                | Uitgaand           | Team 2018           |
| ---------------- | ------------------------ | ------------------ | ------------------- |
| Sean De Bie      | Lotto Soudal             | Gaetan Bille       | Sovac - Natura4Ever |
| Mathias De Witte | Cibel-Cebon              | Sander Cordeel     | DCR                 |
| Senne Leysen     | Neo                      | Timothy Dupont     | Wanty-Groupe Gobert |
| Stijn Steels     | Sport Vlaanderen-Baloise | Christophe Premont | DCR                 |
| Zico Waeytens    | Team Sunweb              | Stef Van Zummeren  | ?                   |
|                  |                          | Otto Vergaerde     | WSA Pushbikers      |

### Selectie
| Naam                 | Geboortedatum | Nationaliteit | Ploeg 2017               | Ploeg 2019                     |
| -------------------- | ------------- | ------------- | ------------------------ | ------------------------------ |
| Sean De Bie          | 03-10-1991    | België        | Lotto Soudal             | Roompot-Charles                |
| Dries De Bondt       | 04-07-1991    | België        |                          | Corendon-Circus                |
| Mathias De Witte     | 29-03-1993    | België        | Cibel-Cebon              | Roompot-Charles                |
| Stijn Devolder       | 29-08-1979    | België        |                          | Corendon-Circus                |
| Huub Duyn            | 01-09-1984    | Nederland     |                          | Roompot-Charles                |
| Stan Godrie          | 09-01-1993    | Nederland     |                          | ?                              |
| Aidis Kruopis        | 26-10-1986    | Litouwen      |                          | gestopt                        |
| Senne Leysen         | 18-03-1996    | België        | Neo                      | Roompot-Charles                |
| Tim Merlier          | 30-10-1992    | België        |                          | Pauwels Sauzen-Vastgoedservice |
| Stijn Steels         | 21-08-1989    | België        | Sport Vlaanderen-Baloise | Roompot-Charles                |
| David Tanner         | 30-09-1984    | Australië     |                          | gestopt                        |
| Wout van Aert        | 15-09-1994    | België        |                          | Team Jumbo-Visma               |
| Elias Van Breussegem | 10-04-1992    | België        |                          | Tarteletto-Isorex              |
| Zico Waeytens        | 29-09-1991    | België        | Team Sunweb              | Cofidis                        |

### Overwinningen
| Wedstrijd                           | Datum      | Categorie | Winnaar       |
| ----------------------------------- | ---------- | --------- | ------------- |
| 4e etappe Etoile de Bessèges        | 03-02-2018 | 2.1       | Sean De Bie   |
| 2e etappe Ronde van Denemarken      | 02-08-2018 | 2.HC      | Wout van Aert |
| 3e etappe Ronde van Denemarken      | 03-08-2018 | 2.HC      | Tim Merlier   |
| 5e etappe Ronde van Denemarken      | 05-08-2018 | 2.HC      | Tim Merlier   |
| Eindklassement Ronde van Denemarken | 05-08-2018 | 2.HC      | Wout van Aert |